# Batalla de Bannockburn
La batalla de Bannockburn (en gaélico escocés: Blàr Allt a' Bhonnaich), llevada a cabo entre el 23 y el 24 de junio de 1314, fue una trascendental victoria escocesa contra los ingleses en las guerras de independencia de Escocia.
Las tropas de Robert Bruce se habían preparado en Bannockburn para presenciar el acuerdo de paz entre el entonces rey inglés y su soberano escocés. Dado que la negociación fue fallida, los escoceses cargaron sobre los campos en pos de los ingleses. En esa batalla, miles de ingleses murieron, dando una enorme victoria a Escocia, gracias a la cual también lograron su ansiada independencia. Se barajan hipótesis sobre la participación de un nutrido grupo de templarios comandados por Pierre d'Aumont. En cualquier caso, el resultado fue que un ejército de 6500 soldados derrotó a otro compuesto por más de 20 000.

## Contexto
Seis meses después de la ejecución del caudillo rebelde escocés William Wallace, Robert the Bruce se alzó como nuevo dirigente contra los invasores ingleses. El 25 de marzo de 1306 Robert Bruce fue coronado rey como Roberto I de Escocia. Eduardo I de Inglaterra no tardó en reaccionar y mandó una expedición contra Bruce que le obligó a huir hacia el norte, viviendo en la clandestinidad y preparando la guerra de la forma en que la había hecho Wallace. En mayo de 1307 Robert the Bruce consiguió derrotar a los ingleses en la batalla de la colina de Loudoun. El 7 de julio de 1307 Eduardo I muere y el ejército inglés se retira en su mayoría por orden de su sucesor Eduardo II, hijo del anterior. Robert Bruce aprovechó las circunstancias para promover una insurrección y a modo de guerrilla atacó a los destacamentos ingleses que quedaban en Escocia. En 1310 el rey Eduardo mandó una expedición para acabar con los rebeldes, logrando controlar de nuevo la zona.
En 1313 Robert the Bruce retomó la lucha y atacó los castillos en poder inglés, conquistando uno tras otro. Pero frenaron su avance los ingleses ante el castillo de Stirling, gobernado por Philip Mowbray, el más importante de la zona.  Como respuesta a los ataques, Eduardo partió en persona al frente de un ejército de tres mil caballeros y veinte mil infantes para combatir al pequeño ejército de Bruce, de solo seis mil quinientos combatientes. Por añadidura, los ingleses tuvieron el apoyo de nobles escoceses, como Ingram de Umfraville o el conde de Angus.

## Preparativos
Las fuerzas inglesas marcharon rápidamente hacia el castillo de Stirling, después de pasar por Edimburgo y Falkirk. La infantería de Bruce se preparó para la batalla ante la imminente venida de los ingleses pertrechando a la infantería de largas lanzas, como gustaba a William Wallace. Thomas Randolph I conde de Moray, comandó la vanguardia, la cual se encontraba a una milla al sur de Stirling, cerca de la iglesia de San Ninians; Bruce comandó la retaguardia y su hermano Edward Bruce, la reserva. Robert the Bruce dispuso de una fuerza de caballería al mando de Robert Keith, la cual tendría un papel crucial en la batalla. Muchos hombres de armas escoceses (reclutados de la nobleza y de la próspera burguesía) lucharon en esta batalla.
La vanguardia inglesa estuvo dirigida por los condes de Gloucester y Hereford. Henry de Bohun y Henry de Beaumont comandaron la caballería, mientras el rey Eduardo II quedaba en la retaguardia.

## La batalla

### Primer día

Interpretación del primer día de batalla.

El comienzo de la batalla tuvo lugar el 23 de junio de 1314 cuando la caballería inglesa se lanzó contra el flanco izquierdo escocés. En el fragor de este primer contacto entre los ejércitos, Henry de Bohun vio a Robert Bruce y se dirigió hacia él lanza en mano el cual llevaba en mano un Hacha de guerra, lo que provocó una lucha al estilo de los torneos entre los dos en la que salió vencedor el escocés.

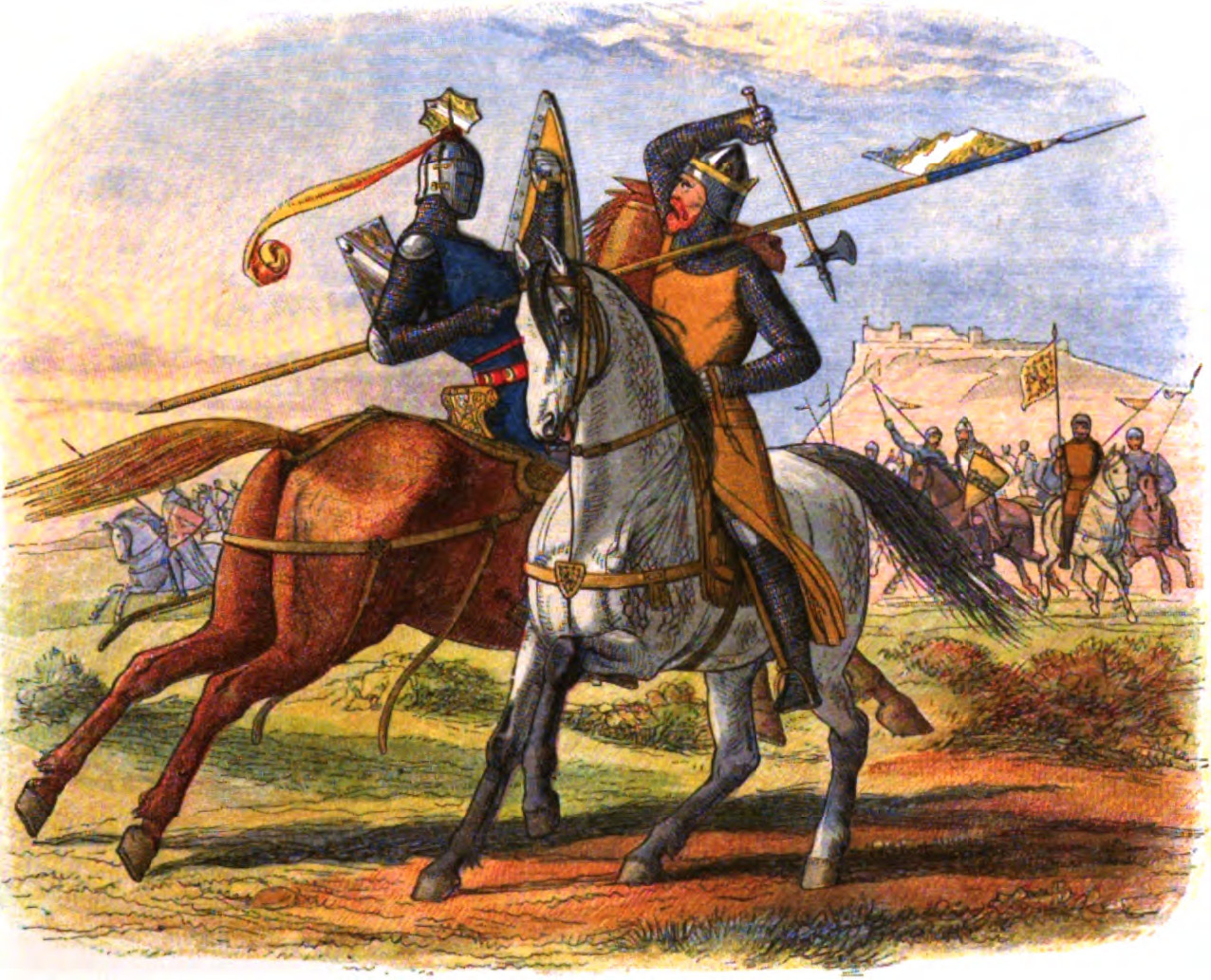
Bruce mata a sir Henry Bohun. James William Edmund Doyle (1864).

Luego vino un segundo ataque de 700 caballeros ingleses contra el centro del ejército escocés. Bruce al ver el peligro que corría su infantería mandó a su flanco izquierdo contra los caballeros. Después de momentos de confusión los ingleses se retiraron a su campamento y los escoceses celebraron su primer día de victoria. Entre los cautivos ingleses se encontraba sir Thomas Gray, cuyo hijo escribió Scalacronica, libro en el que cuenta las memorias de su padre, entre ellas la batalla de Bannockburn.

### Segundo día

Interpretación del segundo día de batalla.

En la mañana del día 24 de junio, Eduardo II ordenó al conde de Gloucester que realizara una carga general contra los escoceses. Sin embargo, la carga de caballería se estrelló contra la gran formación escocesa de picas mandada por Bruce. Entre otros caballeros, el propio conde de Gloucester murió atravesado por las picas. Ante el fracaso de la carga los caballeros huyeron hacia sus puestos mientras eran perseguidos por la infantería escocesa, que realizó una verdadera carnicería entre los ingleses. Mientras, el rey inglés en un esfuerzo desesperado mandó a sus arqueros que dispararan contra los escoceses, pero fueron dispersados rápidamente por la providencial caballería escocesa de Robert Keith. La intervención final de la retaguardia escocesa provocó la retirada completa del ejército inglés. Eduardo II tuvo que huir al galope del campo de batalla sobre las tres de la tarde del día 24. Llegó pronto al castillo de Dunbar, donde tomó un barco de vuelta a Inglaterra.

## Consecuencias

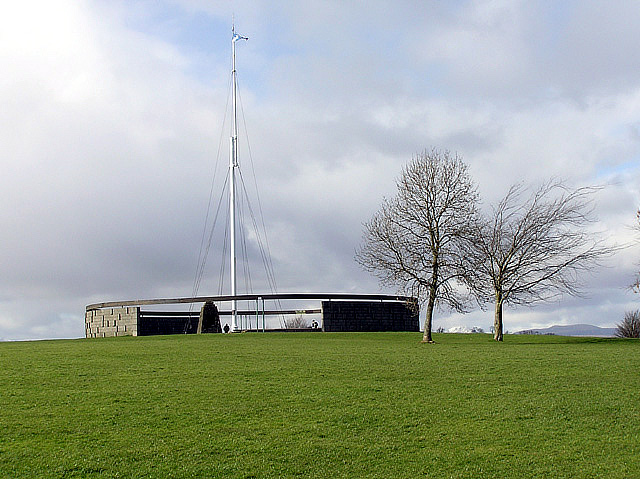
El monumento moderno que conmemora la batalla en la llanura de Bannockburn.

Los ingleses perdieron un total de 9000 hombres mientras las bajas escocesas fueron alrededor de 400 hombres. Las formaciones de piqueros provocaron el principio del fin de la caballería en esta batalla.
La segunda guerra de la independencia escocesa acabó con victoria de los escoceses contra la invasión inglesa tras esta victoria. El rey escocés Robert I consolidó su poder y recuperó la independencia de Escocia, que perduró hasta el siglo XVII.